# Walter Starkie
Walter Fitzwilliam Starkie (Killiney, Dublín, 9 d'agost de 1894-Madrid, 2 de novembre de 1976) va ser un traductor, cervantista, hispanista, viatger i violinista irlandès, establert a Espanya. Va viatjar per Europa en el període d'entreguerres; es va instal·lar a Espanya com a director del primer British Council en aquest país, obert a Madrid el 1940; i a partir de 1957 va ser professor a diverses universitats dels Estats Units.

## Biografia
Fill de l'hel·lenista i traductor d'Aristòfanes William Joseph Myles Starkie (1860-1920) i de May Caroline Walsh, Walter va créixer en un ambient cultivat, Als dotze anys va ser enviat a un col·legi a Shrewsbury, Anglaterra. Quant a la seva carrera musical, queda notícia que va guanyar un primer premi de violí a la «Royal Irish Academy of Music» el 1913.
El 1914, rebutjat a l'Exèrcit britànic durant la Primera Guerra Mundial «a causa dels seus atacs crònics d'asma», va viatjar a Londres per a treballar a l'Oficina d'Exteriors, fins a aconseguir ser admès en la Young Men's Christian Association (YMCA) britànica, i «viatjar a Gènova amb una de les divisions destinades a Itàlia». En aquest país va conèixer a una infermera de la Creu Roja, la italo-argentina Italia Augusta Porchietti, que atenia pacients i soldats en un hospital genovès. També a Itàlia va participar en un ‘tour’ per Sicília amb la Riviera Concert Party tocant el violí, viatge durant el qual va prendre contacte amb la cultura gitana i que més tard, a la fi dels anys vint, el portaria a Romania seguint el rastre errant dels zíngars.
El 1920 es va graduar al Trinity College de Dublín, institució en la qual seria el primer professor d'espanyol i italià el 1926, i on va tenir com alumne Samuel Beckett. Abans, el 13 d'agost de 1921, Starkie s'havia casat amb Italia Augusta, amb qui va anar de viatge de nuvis a Espanya. Van tenir dos fills: Landi William i Alma Delfina. A Dublín va formar part de l'equip de direcció de l'Abbey Theatre.

### El viatger
El seu esperit viatger s'havia iniciat quan, fins i tot nen, acompanyava el seu pare —comissari d'Educació Nacional sota el Govern britànic– a recórrer part d'Irlanda com a ambaixador de l'obra de Shakespeare als col·legis irlandesos en l'inici del segle xx.
Els seus viatges per Europa entre les dècades de 1920 i 1940 van deixar singulars pàgines com les viscudes en el seu viatge a peu per Andalusia i La Manxa el 1935, al llindar del la guerra civil espanyola.

### El feixista
Convidat pel seu paisà i poeta William Butler Yeats i Lady Gregory el 1927, va entrar a dirigir l'Abbey Theatre a Dublín (fins a 1942). Aquell mateix any, Starkie va entrevistar Benito Mussolini –unint-se al grup d'apologistes del feixisme italià, juntament amb George Bernard Shaw i l'esmentat Yeats–, i un any després va ser un dels fundadors del Centre Internacional d'Estudis Feixistes (CINEF) i va escriure el panflet/assaig Whither is Ireland Heading? It is Fascism? Thoughts on the Irish Free State, publicat el 1928 per «The International Centre of Fascist Studies and Its Yearbook: Survey of Fascism».

### L'hispanista
Walter Starkie, seguint l'exemple d'un altre irlandès viatger a Espanya, George Borrow, va recórrer Espanya acompanyat del seu violí. Fruit d'això serien obres com Spanish Raggle-Taggle: Adventures with a Fiddle in Northern Spain (1934), traduïda la castellà com Aventuras de un irlandés en España (1934), i Don Gypsy: Adventures with a Fiddle in Barbary, Andalusia and La Mancha (1936), traduïda com Don Gitano (1936); y ya al margen de sus estudios gitanos, el libro The Road to Santiago: Pilgrims of St. James (1957), dedicat a la recuperació del fenomen jacobeo a Espanya.
De la seva activitat com a hispanista, i més enllà de les ideologies personals, va derivar la seva amistat ja durant la postguerra espanyola amb l'escriptor republicà Antonio Espina, traductor de la seva obra en anglès; amb el pintor homosexual i socialista Gregorio Prieto, una de les exposicions de la qual va patrocinar, i amb altres personalitats de la cultura espanyola com Ramón Menéndez Pidal, Pío Baroja o Camilo José Cela. El reconeixement de la seva obra com a hispanista va ser recollit en el llibre publicat el 1948 amb el títol Ensayos Hispano-Ingleses: Homenaje a Walter Starkie.

### El britànic
Escollit acadèmic de la Reial Acadèmia d'Irlanda el 1930, la trajectòria vital, política i professional de Starkie semblen desembocar en la incansable tasca de promoció del British Council, del que en fou director de la delegació de Madrid entre 1940 i 1954; a la seva gestió es deu també l'obertura de sucursals a Barcelona, Bilbao, Sevilla i València. En aquesta mateixa línia d'activitat cultural s'inscriu la seva tasca com a professor de literatura comparada an la Universitat Complutense de Madrid entre 1947 i 1956. Després de la seva jubilació al British Council, va acceptar diversos llocs universitaris als Estats Units, a les universitats de Texas a Austin (1957-58), Nova York (1959), Kansas (1960), Colorado (1961) i de Califòrnia a Los Angeles (1961-70) com a professor resident, on se li van assignar lectorats en sis departaments (Anglès, Folklore-Mitologia, Italià, Música, Espanyol-Portuguès i Teatre). Després de la seva jubilació a UCLA, ell i Italia van tornar a Madrid. Va morir d'un atac d'asma el 2 de novembre de 1976. Sis mesos després, el 10 de maig de 1977, va morir la seva esposa. Tots dos estan enterrats al cementiri Britànic de Madrid.

## Obres
Starkie va traduir a l'anglès nombroses obres de literatura espanyola, entre elles El Quixot, i va arribar a ser una autoritat en l'estudi dels gitanos, i bon coneixedor de la seva llengua, el romaní ibèric, més conegut com a caló.
- Jacinto Benavente (1924)
- Luigi Pirandello (1926)
- Escritores de la España moderna (1929)
- Raggle-Taggle: Adventures with a Fiddle in Hungary and Romania (1933)
- Spanish Raggle-Taggle: Adventures with a Fiddle in Northern Spain (1934), traduïda com Aventuras de un irlandés en España (1934)
- Don Gypsy: Adventures with a Fiddle in Barbary, Andalusia and La Mancha (1936), traduïda com Don Gitano (1936).
- The Waveless Plain: An Italian Autobiography (1938)
- La España de Cisneros (1939)
- Grand Inquisitor (1940)
- In Sara's Tents (1953)
- The Road to Santiago: Pilgrims of St. James (1957)
- Spain: A Musician's Journey Through Time and Space (1958)
- Estudiantes y gitanos (1962) y Scholars and Gypsies: An Autobiography (1963)
- Homage to Yeats, 1865-1965: Papers Read at a Clark Library Seminar (1965)

### Traduccions
- Tiger Juan, de Ramón Pérez de Ayala (1933)
- The Spaniards in their History, de Ramón Menéndez Pidal (1950)
- Tower of Ivory de Rodolfo Fonseca (1953)
- This is Spain d'Ignacio Olagüe (1954)
- Don Quixote de Cervantes (1954, 1957, 1964)
- The Deceitful Marriage and other Exemplary Novels de Cervantes (1963)
- Eight Spanish Plays of the Golden Age (1964)